# 夢仙亭摩崖造像及石刻
夢仙亭摩崖造像及石刻位於四川省瀘州市龍馬潭區，文物遺址年代判定為明至清。2012年7月16日公佈為第八批四川省文物保護單位。
夢仙亭摩崖造像及石刻位於四川省瀘州市龍馬潭區魚塘鎮境內，包括呂洞賓造像、千佛崖摩崖造像、古貨運碼頭及楊氏節孝和樂善好施牌坊石刻，占地面積7000余平方米，始造於明代，至清代都有鑿刻。
夢仙亭內，呂洞賓造像嵌刻于石質崖壁上，尚有觀音佛像和約0.3米高的九層千佛造像100余龕，千佛崖兩側有守護神造像、四大天王造像、送子觀音造像、土地神造像等，現存造像除部分缺頭和風化外，其余保存較完整。
楊氏節孝和樂善好施牌坊石刻為清代道光三十年（1850年）建造，為道光皇帝施表瀘州開辦宏道堂書坊的楊家下旨修立。整座牌坊為青石壘砌，六柱五間五樓，廡殿式頂，雕刻對聯、提書及各種精美紋飾，造型極為美觀大方、雄偉莊重，集繪畫、書法、雕刻藝術為一體。夢仙亭摩崖造像及楊氏節孝和樂善好施牌坊石刻集明一清時期的道教、佛教摩崖造像于一區，其石刻技藝精湛、保存情況較好，為研究明清川南石刻藝術、工藝美術史提供了寶貴的實物資料。
該處尚保留有古貨運碼頭、拴船石樁等，進一步說明水路交通在瀘州地區的發展的重要作用，為研究瀘州其時的交通史提供了重要實證。
1989年，夢仙亭摩崖造像及石刻被瀘州市人民政府公佈為市級文物保護單位。